# Circonscription de Meknès
La circonscription de Meknès est la circonscription législative marocaine de la préfecture de Meknès située en région Fès-Meknès. Elle est représentée dans la Xe législature par Abdelkader Labrigui, Abdellah Bouanou, Driss Sqalli Adoui, Abdelouahed El Ansari, Badr Tahiri et Elabbes Mrhari.

## Description géographique et démographique
| 1994                                                    | 2004    | 2012    | 2014    |
| 608 441                                                 | 713 609 | 801 896 | 835 695 |
| 1994, 2004 : recensement officiel ; 2012 : calculation. |         |         |         |

## Historique des députations
| Législature | Début de mandat  | Fin de mandat    | Députés élus | Députés élus             | Députés élus | Députés élus           | Députés élus | Députés élus               | Députés élus | Députés élus             | Députés élus | Députés élus        | Députés élus | Députés élus              |
| ----------- | ---------------- | ---------------- | ------------ | ------------------------ | ------------ | ---------------------- | ------------ | -------------------------- | ------------ | ------------------------ | ------------ | ------------------- | ------------ | ------------------------- |
| IXe         | 26 novembre 2011 | 7 octobre 2016   |              | Driss Sqalli Adoui (PJD) |              | Abdellah Bouanou (PJD) |              | Abdelouahed El Ansari (PI) |              | Abdelkrim Labrigui (MP)  |              | Driss Kachal (UC)   |              | Salaheddine Mezouar (RNI) |
| Xe          | 8 octobre 2016   | 8 septembre 2021 |              | Driss Sqalli Adoui (PJD) |              | Abdellah Bouanou (PJD) |              | Abdelouahed El Ansari (PI) |              | Abdelkader Labrigui (MP) |              | Elabbes Mrhari (UC) |              | Badr Tahiri (RNI)         |
| XIe         | 9 septembre 2021 | ?                |              | Jaouad Chami (PAM)       |              | Abdellah Bouanou (PJD) |              | Abdelouahed El Ansari (PI) |              | Abdelkader Labrigui (MP) |              | Elabbes Mrhari (UC) |              | Badr Tahiri (RNI)         |

## Historique des élections

### Découpage électoral d'octobre 2011

#### Élections de 2016
| Parti              | Parti                                                       | Voix    | %      | Député(s) élus        |  |
| ------------------ | ----------------------------------------------------------- | ------- | ------ | --------------------- |  |
|                    | Parti de la justice et du développement (PJD)               | 48 120  | 38,33  | Abdellah Bouanou      |  |
| Driss Sqalli Adoui | Parti de la justice et du développement (PJD)               | 48 120  | 38,33  |                       |  |
|                    | Mouvement populaire (MP)                                    | 16 748  | 13,34  | Abdelkader Labrigui   |  |
|                    | Parti de l'Istiqlal (PI)                                    | 15 906  | 12,67  | Abdelouahed El Ansari |  |
|                    | Rassemblement national des indépendants (RNI)               | 10 555  | 8,41   | Badr Tahiri           |  |
|                    | Union constitutionnelle (UC)                                | 9 729   | 7,75   | Elabbes Mrhari        |  |
|                    | Parti authenticité et modernité (PAM)                       | 9 086   | 7,24   |                       |  |
|                    | Fédération de la gauche démocratique (FGD)                  | 5 875   | 4,68   |                       |  |
|                    | Union socialiste des forces populaires (USFP)               | 2 090   | 1,66   |                       |  |
|                    | Parti du progrès et du socialisme (PPS)                     | 1 590   | 1,27   |                       |  |
|                    | Front des forces démocratiques (FFD)                        | 1 299   | 1,03   |                       |  |
|                    | Parti Al Ahd Addimocrati (AHD)                              | 940     | 0,75   |                       |  |
|                    | Parti de la renaissance (PAN)                               | 714     | 0,57   |                       |  |
|                    | Parti de la renaissance et de la vertu (PRV)                | 635     | 0,51   |                       |  |
|                    | Parti de l'environnement et du développement durable (PEDD) | 556     | 0,44   |                       |  |
|                    | Mouvement démocratique et social (MDS)                      | 472     | 0,38   |                       |  |
|                    | Parti de la réforme et du développement (PRD)               | 256     | 0,20   |                       |  |
|                    | Parti de l'Espoir (PE)                                      | 229     | 0,18   |                       |  |
|                    | Parti du centre social (PCS)                                | 208     | 0,17   |                       |  |
|                    | Parti démocratique de l'indépendance (PDI)                  | 207     | 0,16   |                       |  |
|                    | Parti des Néo-Démocrates (PND)                              | 169     | 0,13   |                       |  |
|                    | Parti de la gauche verte (PGV)                              | 77      | 0,06   |                       |  |
|                    | Parti travailliste (PT)                                     | 66      | 0,05   |                       |  |
|                    |                                                             |         |        |                       |  |
| Inscrits           | Inscrits                                                    | 313 113 | 100,00 |                       |  |
| Abstentions        | Abstentions                                                 | 187 586 | 59,91  |                       |  |
| Exprimés           | Exprimés                                                    | 125 527 | 40,09  |                       |  |

#### Élections de 2021
| Parti       | Parti                                                       | Voix    | %      | Députés élus          |  |
| ----------- | ----------------------------------------------------------- | ------- | ------ | --------------------- |  |
|             | Parti de l'Istiqlal (PI)                                    | 29 425  | 22,57  | Abdelouahed El Ansari |  |
|             | Rassemblement national des indépendants (RNI)               | 28 336  | 21,74  | Badr Tahiri           |  |
|             | Mouvement populaire (MP)                                    | 22 550  | 17,30  | Abdelkader Labrigui   |  |
|             | Union constitutionnelle (UC)                                | 12 966  | 9,95   | Elabbes Mrhari        |  |
|             | Parti authenticité et modernité (PAM)                       | 10 347  | 7,94   | Jaouad Chami          |  |
|             | Parti de la justice et du développement (PJD)               | 7 459   | 5,72   | Abdellah Bouanou      |  |
|             | Union socialiste des forces populaires (USFP)               | 4 007   | 3,07   |                       |  |
|             | Parti socialiste unifié (PSU)                               | 3 250   | 2,49   |                       |  |
|             | Alliance de la fédération de gauche (AGD)                   | 2 334   | 1,79   |                       |  |
|             | Parti du progrès et du socialisme (PPS)                     | 2 299   | 1,76   |                       |  |
|             | Front des forces démocratiques (FFD)                        | 1 651   | 1,27   |                       |  |
|             | Mouvement démocratique et social (MDS)                      | 1 477   | 1,13   |                       |  |
|             | Parti de l'environnement et du développement durable (PEDD) | 1 029   | 0,79   |                       |  |
|             | Parti démocratique de l'indépendance (PDI)                  | 656     | 0,50   |                       |  |
|             | Parti de la réforme et du développement (PRD)               | 614     | 0,47   |                       |  |
|             | Parti des Néo-Démocrates (PND)                              | 521     | 0,40   |                       |  |
|             | Parti de l'Espoir (PE)                                      | 428     | 0,33   |                       |  |
|             | Parti de l'équité (PRE)                                     | 413     | 0,32   |                       |  |
|             | Parti de l'unité et de la démocratie (PUD)                  | 365     | 0,28   |                       |  |
|             | Parti vert marocain (PVM)                                   | 97      | 0,07   |                       |  |
|             | Parti marocain libéral (PML)                                | 85      | 0,07   |                       |  |
|             | Parti travailliste (PT)                                     | 60      | 0,05   |                       |  |
|             |                                                             |         |        |                       |  |
| Inscrits    | Inscrits                                                    | 348 208 | 100,00 |                       |  |
| Abstentions | Abstentions                                                 | 217 839 | 62,56  |                       |  |
| Exprimés    | Exprimés                                                    | 130 369 | 37,44  |                       |  |